# 庫恩島
庫恩島是俄羅斯的島嶼，屬於法蘭士約瑟夫地群島的一部分，位於格里利島東北3公里，由阿爾漢格爾斯克州負責管轄，長7.5公里、寬3.5公里，最高點海拔高度228米。